# Floridai Egyetem
A Floridai Egyetem (angolul: University of Florida, rövidítve gyakran csak UF) egy állami fenntartású oktatási intézmény és kutatóegyetem Gainesville-ben, az Egyesült Államok Florida államában. 1853-ban alapították és 1906 szeptembere óra megszakítás nélkül a Gainesville-i campuson működik.
A 2013-as teljesítményértékelések létrehozását követően Florida törvényhozása „kitűnő” jelölést adott az egyetemnek. 2022-ben a U.S. News & World Report az Egyesült Államok ötödik legjobb állami és 29. legjobb egyetemének választotta. Nagyon aktív kutatások terén.
Florida harmadik legnagyobb egyeteme a tanulók számát tekintve, a 2021–2022-es iskolaévben 61 112 tanulója volt. Tizenhat karral rendelkezik és több, mint 150 kutatóintézménye van. Egyetlen, 8,1 km2-es campusán 123 mesterdiplomás programot és 76 doktori programot ajánl, 87 iskolájában. Az egyetem pecsétje megegyezik az államéval, de kék színű.
Az egyetem sportcsapatai, amik mind Florida Gators néven ismertek, a National Collegiate Athletic Association első osztályában és a délkeleti főcsoportban játszanak. 1906 óta csapatai 45 országos bajnoki címet nyertek el (ebből 40-et az NCAA alatt), illetve sportolói összesen 275 egyéni országos címet. Az egyetem tanulói 143 olimpiai érmet nyertek el, amiből 69 arany.

## Tagság
Az egyetem az alábbi szervezeteknek a tagja:
- Kutatókönyvtárak Szövetsége
- Southeastern Conference
- Orbital Reef University Advisory Council
- arXiv
- ORCID
- Networked Digital Library of Theses and Dissertations
- Association of American Universities
- Amerikai Főiskolák és Egyetemek Szövetsége
- Amerikai Oktatási Tanács
- Open Education Network
- Információhálózati Koalíció
- Association of Public and Land-grant Universities
- Kutatókönyvtárak Központja
- Scholarly Publishing and Academic Resources Coalition
- Council on Governmental Relations

## Leányszervezetek
Az egyetem alá az alábbi szervezetek tartoznak:
- Florida Sea Grant
- Floridai Orvosentomológiai Laboratórium
- National High Magnetic Field Laboratory

## Ingatlanok és szervezetek
Az egyetem alá az alábbi ingatlanoknak és szervezeteknek a tulajdonosa:
- Ben Hill Griffin Stadion
- Alfred A. McKethan Stadion
- Baughman Központ
- James G. Pressly Stadion
- Katie Seashole Pressly Softballstadion
- Linder Stadium at Ring Tennis Complex
- O’Connell Központ
- WRUF-FM
- WRUF
- WUFT-FM

## Híres diákjai
- Faye Dunaway - Oscar-díjas amerikai színésznő,
- Adrian Kayvan Pasdar - iráni-amerikai színész és rendező,
- Ryan Lochte - olimpiai bajnok amerikai úszó,
- Kerron Clement - trinidadi születésű amerikai atléta, gátfutó,
- Joseph Kittinger - amerikai katonatiszt,
- Norman Earl Thagard - amerikai űrhajós,
- Andrew Allen amerikai űrhajós

## Galéria
- Az Anderson Hall
- Az egyetem művészeti múzeuma
- A Reitz Amfiteátrum
- A Nyugati Könyvtár épülete
- A Plaza of the Americas
- Az egyetem sok kollégiumának egyike
- A Baughman Meditációs Központ
- A Ben Hill Griffin amerikai futball-stadion
- A Phillips előadó-művészeti központ
- Az egyetem diákszövetségeinek épületei
- Az egyetem kosárlabda-stadionja

- Az egyetem campusán található Alice-tó télen
- Az Austin Cary erdő
- Az egyetem golfpályája
- A Ficke Garden
- Denevérházak
- Pillangók az egyetem természetrajzi múzeumában

- Az egyetem 1916-ban
- A Miss UF szépségverseny 1958-as győztesei
- Diákok
- A campus látképe 1911-ben
- Az egyetem amerikai futball pályája 1948-ban
- Egy előadás közben az 1900-as években
- Az East Florida Seminary, amiből később megszületett az egyetem
- Az egyetem régi kollégiuma
- A campus 1957-ben